# خوسيه توريس (لاعب كرة قاعدة)
خوسيه توريس (بالإسبانية: José Marcos Torres) هو لاعب كرة قاعدة فنزويلي، ولد في 24 سبتمبر 1993 في كاراكاس في فنزويلا.

## وصلات خارجية
- خوسيه توريس على موقع دوري كرة القاعدة الرئيسي (الإنجليزية)
- خوسيه توريس على موقعبيزبول رفرنس.كوم (الدوري الرئيسي) (الإنجليزية)
- خوسيه توريس على موقعبيزبول رفرنس.كوم (الدوري الثانوي) (الإنجليزية)
- خوسيه توريس على موقع إي إس بي إن.كوم (أم.أل.بي) (الإنجليزية)
- خوسيه توريس على موقع مشجعي الرسوم البيانية (الإنجليزية)